# 华炜
华炜（1952年—），山东文登人，汉族，中华人民共和国政治人物、第十二届全国人民代表大会陕西地区代表。
毕业于吉林大学国民经济计划与管理专业。加入中国共产党。担任陕西煤业化工集团有限责任公司董事长。2008年起担任全国人大代表。2013年，担任全国人大代表。